# 刑訊逼供

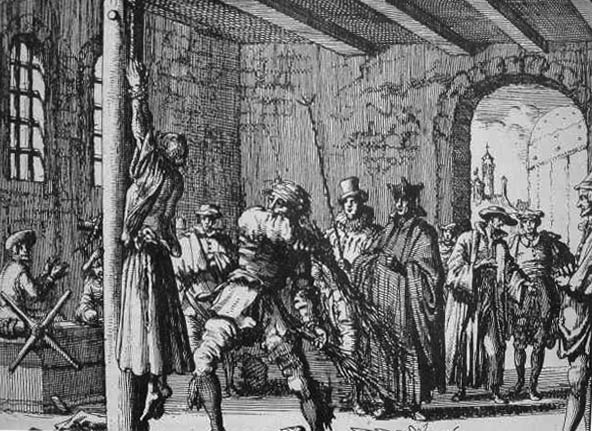
17世纪的公开刑讯

刑訊逼供，又稱嚴刑逼供（台灣俗作刑求），是指司法人员为了逼取口供，对犯罪嫌疑人或被告人使用肉刑或变相肉刑的行为。这些可以是肉体上的，也可以是心理上的；近代在戰爭時，慣用此審訊方式虐待戰俘取得有軍事價值資訊者。而在司法程序落後的國家，也慣用此審訊方式來實現結案。
根据聯合國禁止酷刑公約的定义，刑讯逼供指的是：国家机关以暴力取得口供，或是恐吓惩罚为目的，而使当事人遭受到“蓄意的肉体上或精神上的痛楚”或此方面的威逼。
逼供由於令嫌疑犯受到極大痛楚，可能虛構証據或自認犯罪，因而很可能造成冤獄。現今部分國家的司法部門仍會私下向疑犯採用刑訊逼供的方式來錄取口供。

## 刑訊逼供的防止
由於刑訊逼供所取得的資訊或供詞往往非出於當事人意願，故其真實性往往受到質疑。特別是現代法治國家特別強調人權的保護，故無不就刑訊逼供加以預防。並且利用毒樹果實理論等方式來排除或避免非法取得的證據進入到法庭之中，影響法官的自由心證。中國古代，即有認為「捶楚之下，何求不得」。

### 中華民國司法
在中華民國方面，中華民國的刑事訴訟法對於刑訊逼供的預防，主要表現在第156條第1項，其規定：「被告之自白，非出於強暴、脅迫、利誘、詐欺、疲勞訊問、違法羈押或其他不正之方法，且與事實相符者，得為證據。」故可知，若是被告的自白是出於上述狀態而產生時，則不得做為刑事訴訟中的證據。從本條中可以看出，被告的自白若要成為證據，須要符合「任意性」和「真實性」，不過任意性應優先於真實性加以判斷，自白苟係出於上述之不正方法，即無論其是否與事實相符，根本上已失其證據能力，不得採為判斷事實之證據資料。而非任意性的自白之所以被認為應予排除，乃是基於人權維護的理念，司法院釋字第384號解釋理由書曾援引憲法第8條做為被告自白須符合任意性的依據，其內容為：「憲法第八條對人民身體自由之保障，特詳加規定。...凡限制人民身體自由之處置，在一定限度內為憲法保留之範圍，不問是否屬於刑事被告身分，均受上開規定之保障。...立法機關於制定法律時，其內容更須合於實質正當，並應符合憲法第二十三條所定之條件，此乃屬人身自由之制度性保障。...前述實質正當之法律程序，兼指實體法及程序法規定之內容，就實體法而言，如須遵守罪刑法定主義；就程序法而言，如犯罪嫌疑人除現行犯外，其逮捕應踐行必要之司法程序、被告自白須出於自由意志、犯罪事實應依證據認定...」。
另外，最高法院為了確保被告的自白完全出於自由意志，故還承認所謂的「不法方法之延續效力」，其認為：「不論係事前或訊（詢）問當時所為，只要其施用之不正方法，致被告之身體、精神產生壓迫、恐懼狀態延伸至訊（詢）問當時，倘被告因此不能為自由陳述者，其自白仍非出於任意性，不得採為證據。」
最後，若被告有所謂的「刑求抗辯」時，法院應依職權優先調查，此觀中華民國的刑事訴訟法第156條第3項規定：「被告陳述其自白係出於不正之方法者，應先於其他事證而為調查。該自白如係經檢察官提出者，法院應命檢察官就自白之出於自由意志，指出證明之方法」即可知之。若被告已提出證據主張其自白非出於任意性，法院自應深入調查，非可僅憑負責偵訊被告之人員已證述未以不正方法取供，即駁回此項調查證據之聲請。

#### 知名事件
- 江國慶案
- 鄭性澤案

### 中华人民共和国司法
在中华人民共和国方面，中華人民共和國的刑事訴訟法第43条对刑讯逼供的证据收集方法明确作出了禁止性规定，中華人民共和國刑法亦明确规定了刑讯逼供罪、暴力取证罪、非法拘禁罪、虐待被监管人罪等罪名，并规定对这类案件要从重处罚。另外，在「最高人民法院关于执行《中华人民共和国刑事诉讼法》若干问题的解释」的第61條之規定亦可看出中華人民共和國在預防刑訊逼供上做出的努力，該條規定：「严禁以非法的方法收集证据。凡经查证确实属于采用刑讯逼供或者威胁、引诱、欺骗等非法的方法取得的证人证言、被害人陈述、被告人供述，不能作为定案的根据。」

#### 知名案件
- 被害人“复活”的凶杀案
  - 佘祥林[6]
  - 赵作海[6]
- 真凶现身的凶杀案
  - 呼格吉勒图案
  - 聂树斌案
  - 张氏叔侄冤案
  - 刘凯利杀人冤案
- 发生于2005年的河北省国际信托投资公司原董事长梁云才被殴打致死案，是中国大陆官方承认的刑讯逼供致人死亡事件之一。[7]

## 刑讯方法
- 精神控制
- 隔离囚禁
- 睡眠剥夺
- 缺氧
- 搔痒
- 電刑
- 毆打
- 灌水
- 灌辣椒
- 指刑
- 杖刑
- 拔指甲
- 鐵絲穿掌
- 水刑
- 毛巾刑
- 吊掛
- 性侵犯
- 剝皮
- 烙印
- 鞭打
- 掌摑
- 言語辱罵
- 除去衣物
- 坐冰塊
- 坐老虎凳
- 騎木驢
- 麻繩磨胯下
- 坐水凳
- 石刑
- 宮刑
- 針刑
- 蟻刑
- 撞牆
- 擊打腹部
- 立正抓領
- 恥辱面具
- 清道夫的女兒
- 女巫椅
- 死豬吊
- 拷打椅
- 拷問台
- 拉肢架
- 導向搖台
- 侮辱信仰（如亵渎古兰经）